# 龙须崖
龙须崖是中國廣西柳州的一個山崖，為柳州八景之东台返照观赏地。《马平县志》载：“其一崖面江，相传有龙须常浮水面，又名为龙须崖。”至今仍见于崖壁内陷处，藤蔓攀沿，根须拂水面。因其形如台，故名东台山，时至黄错，夕阳余辉洒在工业区台绝壁上，辉煌得不可端视，烛照河面，渔歌唱晚，桨摇波涌，光艳盈江，此景名曰“乐台返照”。 
根据清朝乾隆时期《马平县志》记载。柳州古代八景分别是南潭鱼跃、天马腾空、笔峰耸翠、鹅山飞瀑、罗池夜月、东台返照、驾鹤晴岚、龙壁回澜。明朝崇祯七年（1637年）著名旅行家徐霞客曾在柳州寻访“罗池夜月”，说明柳州八景得名应不晚于明代中期。